# 男高音

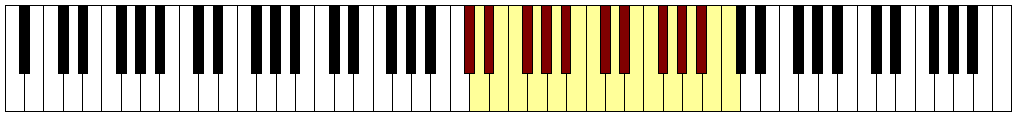
女高音

女低音

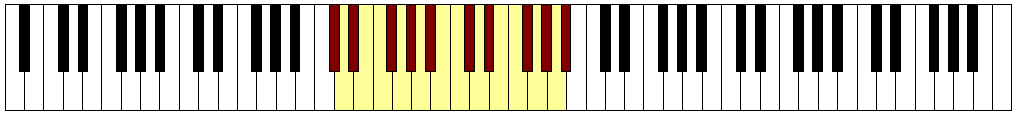
男高音

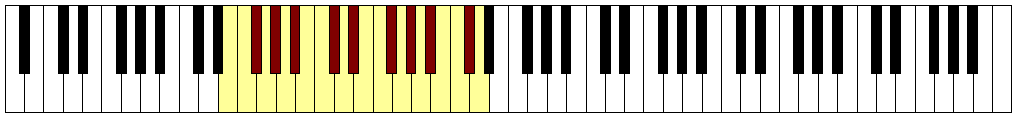
男低音

在音乐，男高音（英語：tenor）是一名音域佔c3－c5共15度的歌唱家。他们按音質、音色、音区等不同特点分为：抒情花腔男高音（lirico-Leggero tenor）、抒情男高音（lyric tenor）、英雄男高音（heldentenor）和戏剧男高音（dramatic tenor）。柴可夫斯基的歌剧《黑桃皇后》中的男主人公格尔曼，就是典型的戏剧男高音。

## 著名男高音歌唱家

### 三大男高音
- 卢奇亚诺·帕瓦罗蒂（Luciano PAVAROTTI，意大利，20世紀後半葉三大男高音，1935年—2007年）
- 普拉西多·多明戈（Placido DOMINGO，西班牙，20世紀後半葉三大男高音，1941年－）
- 何塞·卡列拉斯（José CARRERAS Coll，西班牙，20世紀後半葉三大男高音，1946年—）

### 其他男高音歌唱家
- 恩里科·卡鲁索（Enrico CARUSO，意大利，1873年－1921年）
- 賓尼亞米諾‧吉利（Beniamino Gigli義大利，1890年，3月20日－1957年，3月20日）
- 約翰‧約拿坦‧“尤西”‧ 畢約林（Johan Jonatan "Jussi" Björling，瑞典，1911年，2月5日－1960年，9月9日）
- 沃夫冈·文狄格森（Wolfgang WINDGASSEN，德国，1914年—1974年）
- 马里奥·德·摩纳哥（Mario del MONACO，意大利，1915年－1982年）
- 弗兰科·科莱里（Franco CORELLI，意大利，1921年—2003年）
- 朱塞佩‧德‧史蒂法諾（Giuseppe di Stefano，義大利，1921年—2008年）
- 卡洛·貝貢齊（Carlo Bergonzi義大利，20世紀最優秀的抒情男高音之一，更被喻為「男高音中的男高音」，1924年7月13日—2014年7月25日）
- 尼可莱·盖达（Nicolai GEDDA，瑞典，1925年－2017年）
- 詹姆斯·金（James KING，美国，1925年－2005年）
- 杰姆斯·麦克莱肯（James McCRACKEN，美国，1926年－1988年）
- 阿弗雷多·克劳斯（Alfredo KRAUS，西班牙，1927年－1999年）
- 五十岚喜芳（IGARASHI Kiyoshi，日本，1928年—2011年）
- 弗里茨‧翁德里希（Fritz Wunderlich，德國，1930年9月26日－1966年9月17日）
- 彼得·許萊爾（Peter Schreier，德國，1935年7月29日－2019年）
- 萨尔瓦托·里契特拉（Salvatore Licitra，意大利，被认为是帕瓦罗蒂的最佳接班人，1968年－2011年）
- 魏松（中国大陆，1954年－）
- 戴玉强（中国大陆，1963年－）
- 莫华伦（香港，1958-）
- 羅伯托·阿藍尼亞（Roberto ALAGNA，法國，1963年—）
- 大衛‧米勒（David Miller，美國，1973年－）
- 安德烈·波伽利（Andrea Bocelli，義大利，1958年9月22日－）
- 胡安·迪亞戈·佛瑞茲 (Juan Diego Flórez，祕魯，1973年1月13日－）

## 男高音分类
- 抒情男高音
  - 大号抒情男高音（重抒情男高音）
  - 普通抒情男高音
  - 轻型抒情男高音（罗西尼男高音）
- 戏剧男高音
- 假声男高音
- 强力男高音
- 花腔男高音

## 其他声部
- 男中音（Baritone）
- 男低音（Bass）
- 女高音（Soprano）
- 女中音（Mezzo-soprano，又作次女高音）
- 女低音（Contralto，又作Alto）